# يوسيب سيزار
يوسيب سيزار (بالكرواتية: Josip Sesar) مواليد 17 يناير 1978 في موستار، جمهورية البوسنة والهرسك الاشتراكية، هو لاعب كرة سلة كرواتي سابق. بدأ مسيرته الاحترافية في سنة 1993. تم اختياره من قبل فريق سياتل سوبرسونيكس خلال الدرافت. يبلغ طوله 6 قدم 6 بوصة (2.0 م). اعتزل اللعب في 2008.

## المسيرة الاحترافية
لعب مع نادي سيبونا لكرة السلة من سنة 1999 إلى 2002، ثم لعب مع نادي سبليت لكرة السلة في موسم 2002–2003، ثم لعب مع نادي سيبونا لكرة السلة من سنة 2003 إلى 2005، ثم لعب مع نادي زادار لكرة السلة في موسم 2005–2006.

## روابط خارجية
- يوسيب سيزار على موقع الاتحاد الدولي لكرة السلة (الإنجليزية)
- يوسيب سيزار على موقع سبورتس رفرنس (الإنجليزية)
- يوسيب سيزار على موقع كرة السلة الأوروبية.كوم (الإنجليزية)
- يوسيب سيزار على موقع ريلجم (الإنجليزية)
- يوسيب سيزار على موقع بروبوليرز (الإنجليزية)
- يوسيب سيزار على موقع سبورتس رفرنس (الإنجليزية)